# Guiping
Guiping (caractères chinois : 桂平 ; pinyin : Guìpíng) est une ville de la région autonome du Guangxi en Chine situé au confluent des rivières Qian et Yu, toutes deux affluents du fleuve Xi. C'est une ville-district placée sous la juridiction de la ville-préfecture de Guigang.

## Démographie
La population du district était de 1 837 441 habitants en 2010,dont 6.5 % de Zhuang, groupe ethnique principalement concentré dans cette région.

## Parc de la montagne de l'ouest
À 1 km de la ville se trouve le parc de la montagne de l'ouest (caractères chinois : 西山 ; pinyin : xī shān) qui s'étend sur plus de 2 000 km2. Le 1er août 1988, il fut proclamé parc national.